# Axel de Danemark
Le prince Axel de Danemark (en danois : Prins Axel af Danmark), né le 12 août 1888 à Copenhague (Danemark) et décédé le 14 juillet 1964 dans cette même ville, était un membre de la famille royale danoise.

## Famille
Le prince Axel est le deuxième fils du prince Valdemar de Danemark (1858-1939) et de son épouse, la princesse Marie d'Orléans (1865-1909). Par son père, c'est un petit-fils du roi Christian IX de Danemark (1818-1906) tandis que, par sa mère, il est l’arrière-petit-fils maternel du roi des Français Louis-Philippe Ier.
Le 22 mai 1919, il épouse, à Stockholm, la princesse Marguerite de Suède (1899-1977), elle-même fille du prince Charles de Suède (1861-1951) et de la princesse Ingeborg de Danemark (1878-1958) et sœur de Märtha, future reine de Norvège et Astrid, future reine des Belges.
De cette union naissent deux enfants :
- George Valdemar de Danemark (1920-1986), qui épouse en 1950 Anne Bowes-Lyon (1917-1980), cousine germaine d'Élisabeth II. Sans postérité ;
- Flemming de Danemark  (1922-2002), qui épouse en 1949 Ruth Nielsen (1924-2010). D'où postérité.

## Biographie

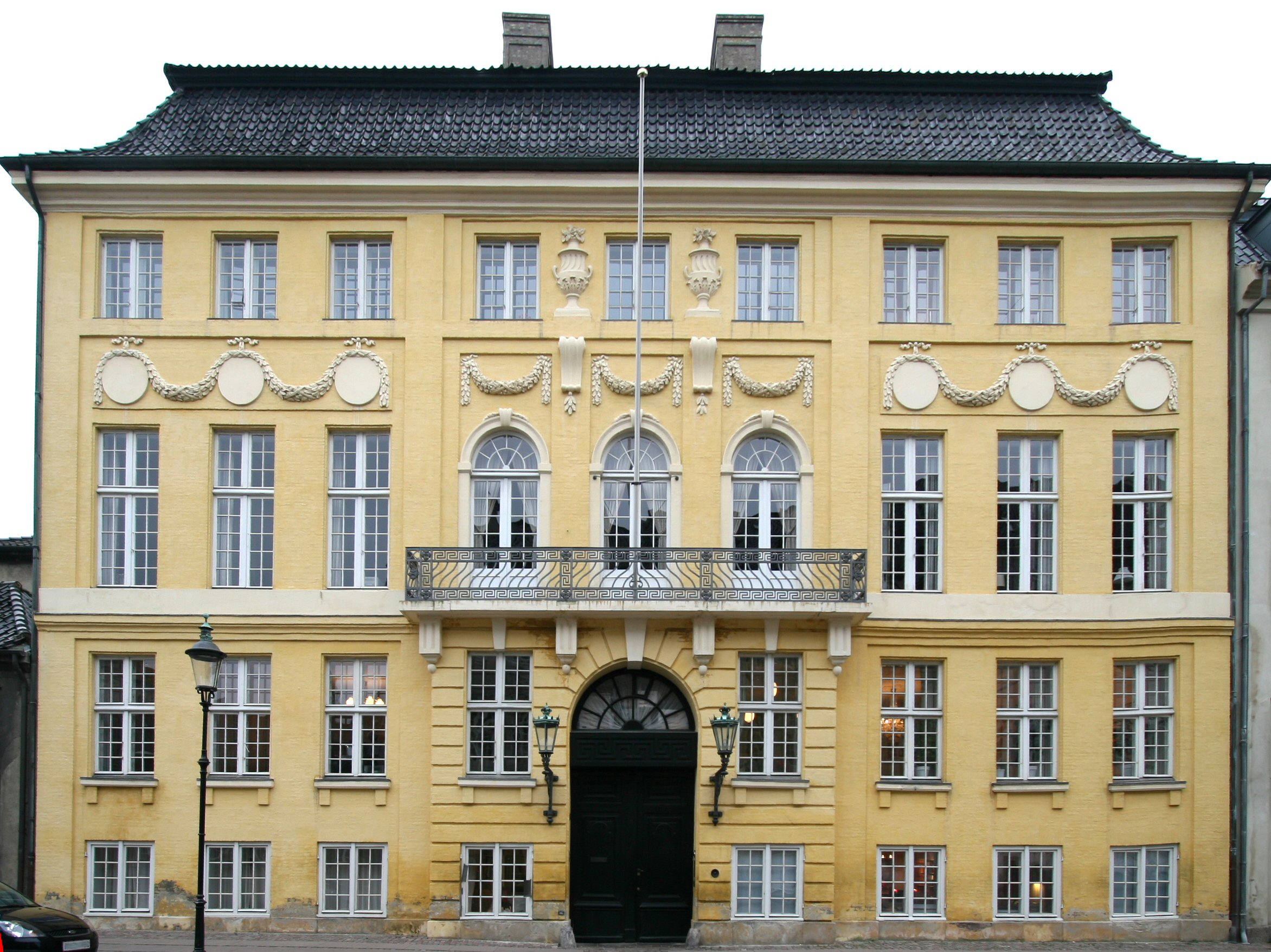
Le palais Jaune à Copenhague.

Petit-fils du roi Christian IX de Danemark (1818-1906), surnommé le « beau-père de l’Europe », le prince Axel de Danemark voit le jour le 12 août 1888 à la résidence de ses parents, le palais Jaune, situé près du palais d’Amalienborg, résidence principale de la famille royale de Danemark au centre de Copenhague.
Seul fils du prince Valdemar de Danemark à ne pas avoir réalisé d’union morganatique, le prince Axel occupe diverses fonctions officielles dans son pays. De 1920 à 1938, il est ainsi président du Kongelig Dansk Automobil Klub, ce qui l’amène à être nommé membre du Comité international olympique en 1932.
De 1934 à 1953, le prince est directeur de la plus grande compagnie aérienne scandinave, le Scandinavian Airlines System (SAS). De 1937 à sa mort, Axel succède par ailleurs à Hans Niels Andersen en tant que président du conseil d’administration de la Compagnie de l’Est asiatique (Det Østasiatiske Kompagni), un important groupe maritime danois. Enfin, en 1953, il est également nommé gérant de cette société.

## Source
- (da) Biographie du prince